# Bebossing
Bebossing is het met bos beplanten van een gebied dat nooit eerder of lange tijd niet beplant is geweest met bomen. Als er nieuw bos wordt aangelegd in gebied dat eerder bosrijk was dan spreekt men van herbebossing. Bebossing zorgt voor het extra opslaan van koolstof en helpt dus de opwarming van de Aarde tegen te gaan.

## Vormen van bebossing
Er kunnen twee soorten bebossing worden onderscheiden.
- Via menselijk handelen: bebossing kan worden uitgevoerd uit het oogpunt van ecologie zoals het tegengaan van zandverstuivingen, om een productiebos op te zetten of om oude natuurwaarden terug te brengen. Als er op een bepaalde plek eerder een bos stond en dit wordt aangevuld of opnieuw aangelegd wordt gesproken van herbebossing.
- Via natuurlijk handelen: zodra een gebied met rust wordt gelaten en de natuur haar gang kan gaan, is de kans groot dat graslanden, heide- en moerasgebieden worden bebost. Een voorbeeld hiervan zijn de uitgestrekte heidevelden in Drenthe, die eeuwenlang in stand bleven door het houden van schapen en het plaggen van de toplaag. Zodra daaraan een einde kwam ontstond een ontwikkeling in de richting van de climaxvegetatie, hier eiken-beukenbos.

## Afbeeldingen

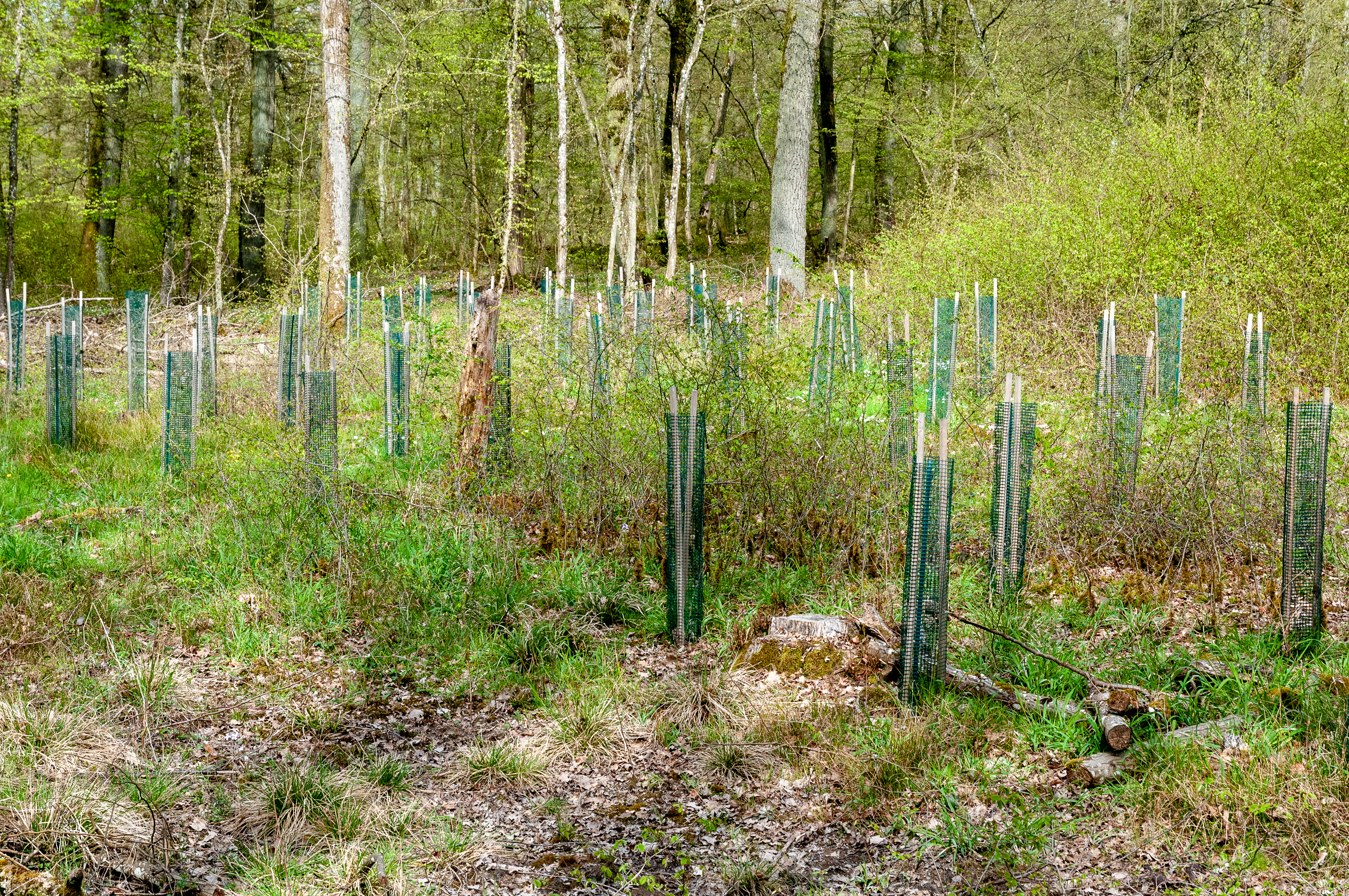
Bebossing in Luxemburg
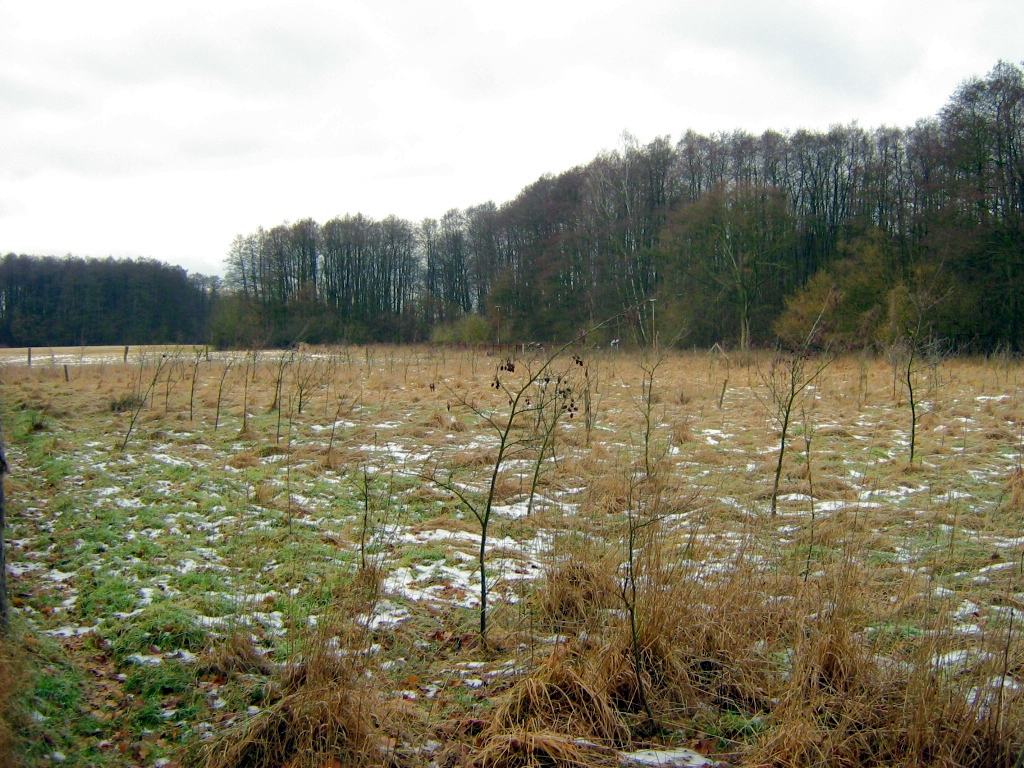
Bebossing in Duitsland
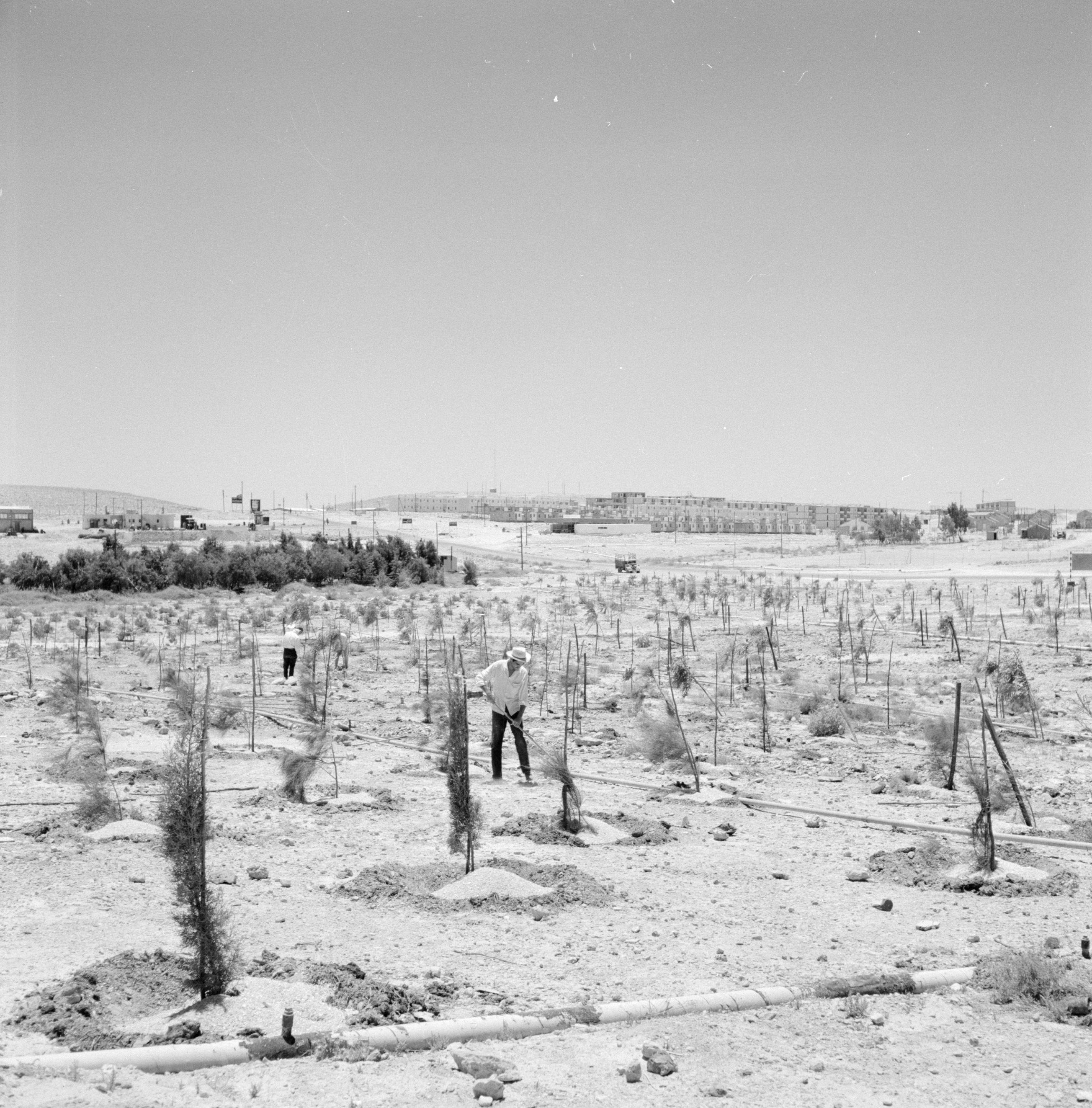
Bebossing in Israël
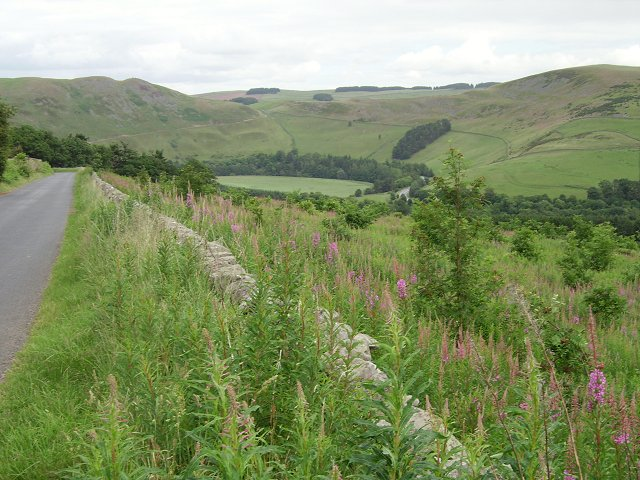
Nieuw eikenbos in het Schotse heuvellandschap